# Europese kampioenschappen kunstschaatsen 2015

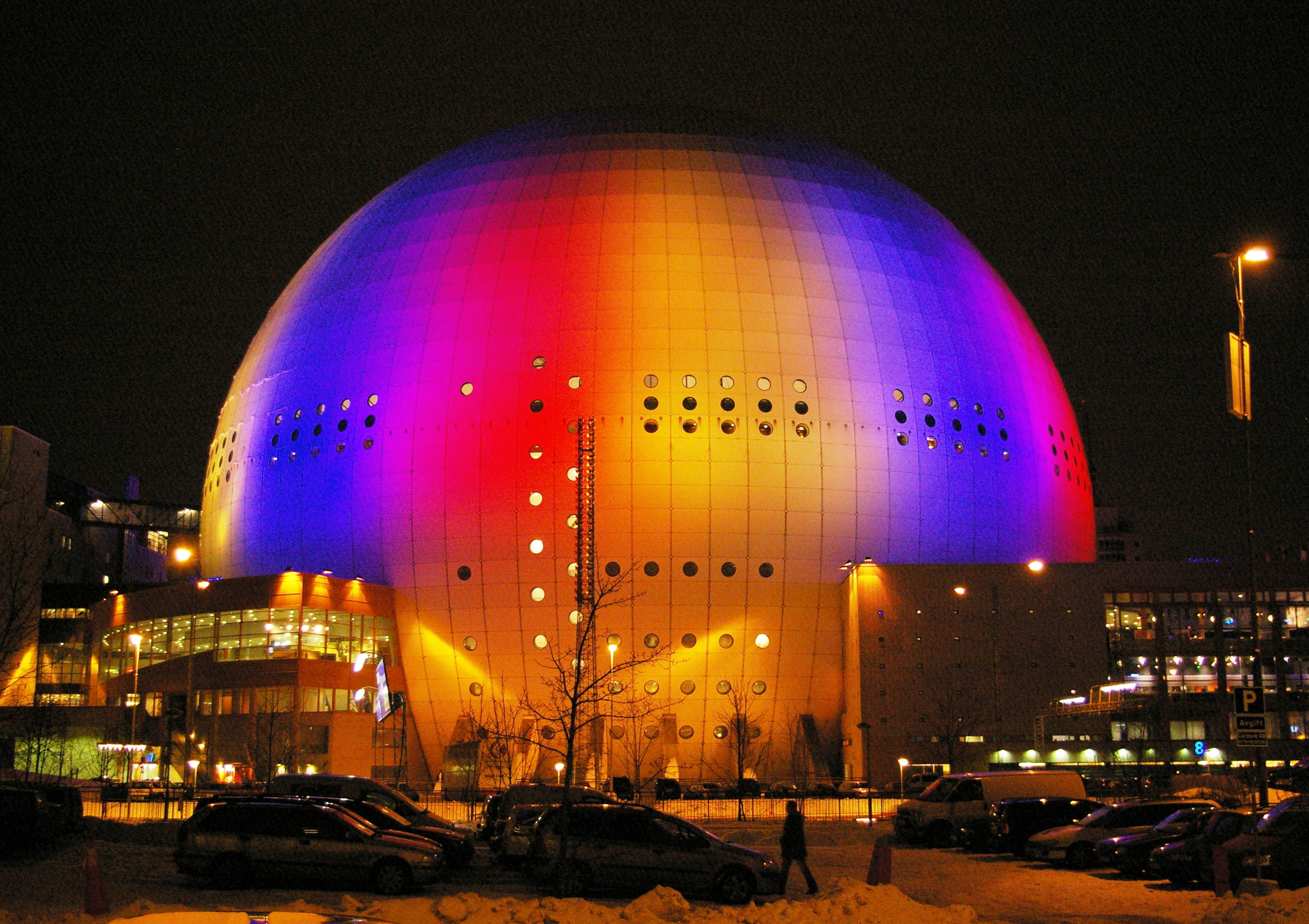
Ericsson Globe in 2007, waar de wedstrijden gehouden werden

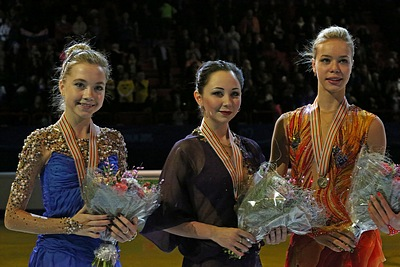
Het podium bij de vrouwen

De Europese kampioenschappen kunstschaatsen 2015 waren vier wedstrijden die samen een jaarlijks terugkerend evenement vormden, georganiseerd door de Internationale Schaatsunie (ISU).
Voor de mannen was het de 107e editie, voor de vrouwen en paren de 79e en voor de ijsdansers de 62e editie. De kampioenschappen vonden plaats van 28 januari tot en met 1 februari in de Ericsson Globe in Stockholm, Zweden. Het was, na de EK 1912, de tweede keer dat de kampioenschappen in Stockholm plaatsvonden. Daarnaast was het de zevende keer dat ze in Zweden plaatsvonden. Västerås (1968), Göteborg (1972, 1980, 1985) en Malmö (2003) waren eerder ook gaststeden.
|           | woensdag 28 januari | donderdag 29 januari | vrijdag 30 januari | zaterdag 31 januari | zondag 1 februari |
| Paren     |                     |                      | korte kür          |                     | vrije kür         |
| IJsdansen | korte kür           | vrije kür            |                    |                     |                   |
| Mannen    | korte kür           |                      | vrije kür          |                     |                   |
| Vrouwen   |                     | korte kür            |                    | vrije kür           |                   |

## Deelnemende landen
Alle Europese ISU-leden hadden het recht om een startplaats per categorie in te vullen. Extra startplaatsen (met een maximum van drie per categorie) zijn verdiend op basis van de eindklasseringen op het EK van 2014.
Voor België namen de debutanten Cecile Postiaux en Richard Postiaux deel bij het ijdansen. Uit Nederland was Niki Wories, die ook voor het eerst deelnam, de enige deelnemer.
Deelnemende landen
Er namen deelnemers uit 32 landen deel aan de kampioenschappen. Er werden 112 startplaatsen ingevuld. Het Britse paar Olivia Smart en Joseph Buckland trok zich voor de wedstrijden bij het ijsdansen terug. De kunstrijders Chafik Besseghier (Frankrijk), Kiira Korpi (Finland) en het paar Penny Coomes en Nicholas Buckland (Groot-Brittannië) trokken zich terug voor de vrije kür bij de, respectievelijk, mannen-, vrouwen en parenwedstrijden.
(Tussen haakjes het totaal aantal startplaatsen in de vier toernooien.)
| Rusland (12) Italië (10) Duitsland (8) Frankrijk (6) Verenigd Koninkrijk (6) Spanje (5) Tsjechië (5) Estland (4) | Israël (4) Oostenrijk (4) Wit-Rusland (4) Denemarken (3) Finland (3) Oekraïne (3) Polen (3) Slowakije (3) | Turkije (3) Zweden (3) Zwitserland (3) Armenië (2) Bulgarije (2) Georgië (2) Hongarije (2) Letland (2) | Litouwen (2) Noorwegen (2) Azerbeidzjan (1) België (1) Luxemburg (1) Nederland (1) Roemenië (1) Slovenië (1) |

(België vulde de twee startplaatsen bij de mannen niet in, Georgië vulde de extra startplaats bij de vrouwen niet in, Frankrijk, Israël en Estland vulden de (extra) startplaatsen bij de paren niet in en Azerbeidzjan, Litouwen en Frankrijk vulden de (extra) startplaatsen bij het ijsdansen niet in.)

## Medailleverdeling
Rusland domineerde wederom bij deze EK kunstschaatsen. Zo werden negen van de twaalf kunstschaatsmedailles gewonnen door Russische deelnemers. Bij de mannen veroverde de Spanjaard Javier Fernández echter voor de derde keer de Europese titel. Voor de Russische kunstschaatsers Maksim Kovtoen (zilver) en Sergej Voronov (brons) was het respectievelijk de eerste en tweede medaille bij de Europese kampioenschappen.
Bij de vrouwen was het ditmaal een volledig Russisch podium. De gouden medaille was voor de achttienjarige Russin Jelizaveta Toektamysjeva, die voor de tweede keer deelnam. De zestienjarige debutanten Jelena Radionova (zilver) en Anna Pogorilaja (brons) namen op de andere twee podiumplekken plaats.
Ook bij de paren was het een volledig Russisch podium. De Europees kampioenen van 2010, het Russische paar Yuko Kawaguchi / Alexander Smirnov, in 2008 derde en in 2009 en 2011 tweede, werden dit jaar weer gekroond tot de Europees kampioenen bij de paren. Het paar Ksenia Stolbova / Fjodor Klimov wonnen voor het tweede jaar achtereen de zilveren medaille. In 2012 wonnen ze ook al brons. De debutanten Jevgenia Tarasova / Vladimir Morozov veroverden nu het brons.
Het Franse paar Gabriella Papadakis / Guillaume Cizeron wonnen bij hun tweede deelname goud bij het ijsdansen. De zilveren medaille was voor Anna Cappellini / Luca Lanotte, voor wie het de derde EK-medaille was na brons in 2013 en goud in 2014. Het brons was voor de Russische debutanten Aleksandra Stepanova / Ivan Boekin.
| Categorie | Goud                                    | Zilver                          | Brons                                |
| --------- | --------------------------------------- | ------------------------------- | ------------------------------------ |
| Mannen    | Javier Fernández                        | Maksim Kovtoen                  | Sergej Voronov                       |
| Vrouwen   | Jelizaveta Toektamysjeva                | Jelena Radionova                | Anna Pogorilaja                      |
| Paren     | Yuko Kawaguchi / Alexander Smirnov      | Ksenia Stolbova / Fjodor Klimov | Jevgenia Tarasova / Vladimir Morozov |
| IJsdansen | Gabriella Papadakis / Guillaume Cizeron | Anna Cappellini / Luca Lanotte  | Aleksandra Stepanova / Ivan Boekin   |

## Uitslagen
| #                   | naam (deelname)        | land                         | punten | korte kür  | vrije kür   |
| ------------------- | ---------------------- | ---------------------------- | ------ | ---------- | ----------- |
| Goud                | Javier Fernández (9)   | Vlag van Spanje              | 262.49 | 89.24 (1)  | 173.25 (1)  |
| Zilver              | Maksim Kovtoen (3)     | Vlag van Rusland             | 235.68 | 78.21 (4)  | 157.47 (2)  |
| Brons               | Sergej Voronov (7)     | Vlag van Rusland             | 233.05 | 81.06 (2)  | 151.99 (3)  |
| 4                   | Oleksij Bytsjenko (4)  | Vlag van Israël              | 220.22 | 73.63 (7)  | 146.59 (4)  |
| 5                   | Michal Březina (8)     | Vlag van Tsjechië            | 220.11 | 80.86 (3)  | 139.25 (7)  |
| 6                   | Peter Liebers (7)      | Vlag van Duitsland           | 213.57 | 75.48 (5)  | 138.09 (8)  |
| 7                   | Adian Pitkeev          | Vlag van Rusland             | 210.87 | 69.78 (9)  | 141.09 (6)  |
| 8                   | Ivan Righini           | Vlag van Italië              | 210.75 | 67.45 (11) | 143.30 (5)  |
| 9                   | Florent Amodio (5)     | Vlag van Frankrijk           | 210.11 | 74.06 (6)  | 136.05 (10) |
| 10                  | Daniel Samohin         | Vlag van Israël              | 209.93 | 72.65 (8)  | 137.28 (9)  |
| 11                  | Alexander Majorov (5)  | Vlag van Zweden              | 202.57 | 68.10 (10) | 134.47 (11) |
| 12                  | Petr Coufal            | Vlag van Tsjechië            | 187.82 | 57.47 (16) | 130.35 (12) |
| 13                  | Franz Streubel (2)     | Vlag van Duitsland           | 186.18 | 64.45 (13) | 121.73 (13) |
| 14                  | Javier Raya (4)        | Vlag van Spanje              | 173.70 | 53.80 (21) | 119.90 (14) |
| 15                  | Phillip Harris         | Vlag van Verenigd Koninkrijk | 173.67 | 65.16 (12) | 108.51 (17) |
| 16                  | Jaroslav Paniot        | Vlag van Oekraïne            | 171.24 | 63.25 (14) | 107.99 (18) |
| 17                  | Pavel Kaška (4)        | Vlag van Tsjechië            | 166.06 | 56.83 (17) | 109.23 (15) |
| 18                  | Valtter Virtanen (4)   | Vlag van Finland             | 164.80 | 58.31 (15) | 106.49 (19) |
| 19                  | Justus Strid (5)       | Vlag van Denemarken          | 162.05 | 53.28 (22) | 108.77 (16) |
| 20                  | Patrick Myzyk          | Vlag van Polen               | 159.73 | 56.12 (18) | 103.61 (20) |
| 21                  | Pavel Ignatenko (3)    | Vlag van Wit-Rusland         | 156.41 | 55.79 (19) | 100.62 (21) |
| 22                  | Sondre Oddvoll Bøe (2) | Vlag van Noorwegen           | 155.27 | 55.73 (20) | 099.54 (22) |
| 23                  | Larry Loupolover       | Vlag van Azerbeidzjan        | 139.29 | 51.01 (23) | 088.28 (23) |
| -                   | Chafik Besseghier (4)  | Vlag van Frankrijk           |        | 49.61 (24) | t.z.t.      |
| Finale niet bereikt |                        |                              |        |            |             |
| 25                  | Slavik Hajrapetjan (2) | Vlag van Armenië             |        | 48.93 (25) |             |
| 26                  | Stéphane Walker (4)    | Vlag van Zwitserland         |        | 48.86 (26) |             |
| 27                  | Engin Ali Artan        | Vlag van Turkije             |        | 48.76 (27) |             |
| 28                  | Samuel Koppel          | Vlag van Estland             |        | 46.36 (28) |             |
| 29                  | Marco Klepoch (2)      | Vlag van Slowakije           |        | 44.81 (29) |             |
| 30                  | Manuel Koll (4)        | Vlag van Oostenrijk          |        | 43.56 (30) |             |

| #                   | naam (deelname)              | land                         | punten | korte kür  | vrije kür   |
| ------------------- | ---------------------------- | ---------------------------- | ------ | ---------- | ----------- |
| Goud                | Jelizaveta Toektamysjeva (2) | Vlag van Rusland             | 210.40 | 69.02 (2)  | 141.38 (1)  |
| Zilver              | Jelena Radionova             | Vlag van Rusland             | 209.54 | 70.46 (1)  | 139.08 (2)  |
| Brons               | Anna Pogorilaja              | Vlag van Rusland             | 191.81 | 66.10 (3)  | 125.71 (3)  |
| 4                   | Joshi Helgesson (4)          | Vlag van Zweden              | 169.07 | 59.55 (6)  | 109.52 (4)  |
| 5                   | Viktoria Helgesson (8)       | Vlag van Zweden              | 166.39 | 60.37 (5)  | 106.02 (6)  |
| 6                   | Maé-Bérénice Méité (5)       | Vlag van Frankrijk           | 156.47 | 55.84 (7)  | 100.63 (9)  |
| 7                   | Angelīna Kučvaļska           | Vlag van Letland             | 156.37 | 49.28 (17) | 107.09 (5)  |
| 8                   | Roberta Rodeghiero (3)       | Vlag van Italië              | 154.52 | 51.79 (11) | 102.73 (7)  |
| 9                   | Nicole Schott                | Vlag van Duitsland           | 153.63 | 52.03 (9)  | 101.60 (8)  |
| 10                  | Laurine Lecavelier (2)       | Vlag van Frankrijk           | 151.43 | 51.58 (13) | 099.85 (10) |
| 11                  | Nicole Rajičová (2)          | Vlag van Slowakije           | 149.44 | 53.78 (8)  | 095.66 (12) |
| 12                  | Nathalie Weinzierl (4)       | Vlag van Duitsland           | 148.78 | 50.80 (15) | 097.98 (11) |
| 13                  | Anastasia Galustyan          | Vlag van Armenië             | 147.18 | 51.78 (12) | 095.40 (14) |
| 14                  | Eveline Brunner              | Vlag van Zwitserland         | 143.97 | 52.00 (10) | 091.97 (15) |
| 15                  | Eliška Březinová (4)         | Vlag van Tsjechië            | 143.05 | 47.40 (21) | 095.65 (13) |
| 16                  | Natalia Popova (5)           | Vlag van Oekraïne            | 138.27 | 49.21 (18) | 089.06 (16) |
| 17                  | Kerstin Frank (5)            | Vlag van Oostenrijk          | 133.72 | 50.74 (16) | 082.98 (19) |
| 18                  | Sonia Lafuente (8)           | Vlag van Spanje              | 131.60 | 48.53 (20) | 083.07 (18) |
| 19                  | Aleksandra Golovkina         | Vlag van Litouwen            | 131.47 | 45.01 (23) | 086.46 (17) |
| 20                  | Fleur Maxwell (8)            | Vlag van Luxemburg           | 128.47 | 51.36 (14) | 077.11 (22) |
| 21                  | Camilla Gjersem (2)          | Vlag van Noorwegen           | 128.10 | 46.82 (22) | 081.28 (20) |
| 22                  | Gerli Liinamäe (2)           | Vlag van Estland             | 124.31 | 44.46 (24) | 079.85 (21) |
| 23                  | Elene Gedevanisjvili (10)    | Vlag van Georgië             | 122.88 | 49.20 (19) | 073.68 (23) |
| -                   | Kiira Korpi (9)              | Vlag van Finland             |        | 60.60 (4)  | t.z.t.      |
| Finale niet bereikt |                              |                              |        |            |             |
| 25                  | Birce Atabey (4)             | Vlag van Turkije             |        | 44.17 (25) |             |
| 26                  | Karly Robertson (3)          | Vlag van Verenigd Koninkrijk |        | 43.91 (26) |             |
| 27                  | Pernille Sørensen            | Vlag van Denemarken          |        | 43.60 (27) |             |
| 28                  | Giada Russo                  | Vlag van Italië              |        | 43.13 (28) |             |
| 29                  | Daša Grm (3)                 | Vlag van Slovenië            |        | 43.10 (29) |             |
| 30                  | Helery Hälvin                | Vlag van Estland             |        | 43.10 (30) |             |
| 31                  | Niki Wories                  | Vlag van Nederland           |        | 42.53 (31) |             |
| 32                  | Netta Schreiber              | Vlag van Israël              |        | 42.45 (32) |             |
| 33                  | Ivett Tóth                   | Vlag van Hongarije           |        | 39.16 (33) |             |
| 34                  | Micol Cristini               | Vlag van Italië              |        | 38.43 (34) |             |
| 35                  | Julia Sauter                 | Vlag van Roemenië            |        | 36.70 (35) |             |
| 36                  | Daniela Stoeva (2)           | Vlag van Bulgarije           |        | 35.70 (36) |             |
| 37                  | Janina Makeenka (2)          | Vlag van Wit-Rusland         |        | 33.78 (37) |             |
| 38                  | Agata Kryger (2)             | Vlag van Polen               |        | 29.34 (38) |             |

| #      | naam (deelname)                                | land                         | punten | korte kür  | vrije kür   |
| ------ | ---------------------------------------------- | ---------------------------- | ------ | ---------- | ----------- |
| Goud   | Yuko Kawaguchi (6) Alexander Smirnov (6)       | Vlag van Rusland             | 207.67 | 69.86 (2)  | 137.81 (1)  |
| Zilver | Ksenia Stolbova (4) Fjodor Klimov (4)          | Vlag van Rusland             | 201.11 | 71.38 (1)  | 129.73 (2)  |
| Brons  | Jevgenia Tarasova Vladimir Morozov             | Vlag van Rusland             | 183.02 | 57.13 (5)  | 125.89 (3)  |
| 4      | Valentina Marchei (11) Ondřej Hotárek (7)      | Vlag van Italië              | 175.39 | 57.95 (4)  | 117.44 (4)  |
| 5      | Vanessa James (6) Morgan Ciprès (4)            | Vlag van Frankrijk           | 167.29 | 60.13 (3)  | 107.16 (6)  |
| 6      | Nicole Della Monica (5) Matteo Guarise (3)     | Vlag van Italië              | 155.77 | 48.43 (8)  | 107.34 (5)  |
| 7      | Mari Vartmann (6) Aaron Van Cleave (4)         | Vlag van Duitsland           | 155.27 | 54.36 (6)  | 100.91 (7)  |
| 8      | Miriam Ziegler (3) Severin Kiefer (5)          | Vlag van Oostenrijk          | 136.80 | 43.79 (9)  | 093.01 (8)  |
| 9      | Caitlin Yankowskas Hamish Gaman                | Vlag van Verenigd Koninkrijk | 123.42 | 49.29 (7)  | 074.13 (14) |
| 10     | Alessandra Cernuschi (2) Filippo Ambrosini (2) | Vlag van Italië              | 123.19 | 39.70 (13) | 083.49 (9)  |
| 11     | Minerva Fabienne Hase Nolan Seegert            | Vlag van Duitsland           | 121.29 | 42.13 (11) | 079.16 (10) |
| 12     | Amani Fancy (2) Christopher Boyadji (2)        | Vlag van Verenigd Koninkrijk | 118.92 | 41.13 (12) | 077.79 (12) |
| 13     | Elizaveta Makarova (4) Leri Kenchadze (4)      | Vlag van Bulgarije           | 117.65 | 39.00 (14) | 078.65 (11) |
| 14     | Maria Paliakova (4) Nikita Bochkov (3)         | Vlag van Wit-Rusland         | 117.52 | 42.58 (10) | 074.94 (13) |

| #                   | naam (deelname)                                    | land                         | punten | korte kür  | vrije kür   |
| ------------------- | -------------------------------------------------- | ---------------------------- | ------ | ---------- | ----------- |
| Goud                | Gabriella Papadakis (2) Guillaume Cizeron (2)      | Vlag van Frankrijk           | 179.97 | 71.06 (1)  | 108.91 (1)  |
| Zilver              | Anna Cappellini (8) Luca Lanotte (8)               | Vlag van Italië              | 171.52 | 69.63 (3)  | 101.89 (2)  |
| Brons               | Aleksandra Stepanova Ivan Boekin                   | Vlag van Rusland             | 160.95 | 64.95 (4)  | 096.00 (3)  |
| 4                   | Jelena Ilinych (5) Roeslan Zjigansjin (2)          | Vlag van Rusland             | 159.83 | 69.94 (2)  | 089.89 (8)  |
| 5                   | Sara Hurtado (5) Adrià Díaz (5)                    | Vlag van Spanje              | 155.81 | 62.59 (6)  | 093.22 (4)  |
| 6                   | Charlène Guignard (4) Marco Fabbri (4)             | Vlag van Italië              | 154.61 | 62.10 (7)  | 092.51 (5)  |
| 7                   | Nelli Zhiganshina (6) Alexander Gazsi (6)          | Vlag van Duitsland           | 152.57 | 61.98 (8)  | 090.59 (7)  |
| 8                   | Federica Testa (5) Lukáš Csölley (5)               | Vlag van Slowakije           | 150.57 | 62.91 (5)  | 087.66 (10) |
| 9                   | Laurence Fournier Beaudry (2) Nikolaj Sørensen (3) | Vlag van Denemarken          | 150.53 | 61.69 (9)  | 088.84 (9)  |
| 10                  | Ksenia Monko Kirill Chaljavin                      | Vlag van Rusland             | 149.29 | 58.34 (11) | 090.95 (6)  |
| 11                  | Oleksandra Nazarova Maksym Nikitin                 | Vlag van Oekraïne            | 139.02 | 54.66 (12) | 084.36 (11) |
| 12                  | Alisa Agafonova (4) Alper Uçar (8)                 | Vlag van Turkije             | 137.47 | 53.27 (13) | 084.20 (12) |
| 13                  | Irina Shtork (5) Taavi Rand (5)                    | Vlag van Estland             | 132.18 | 52.01 (14) | 080.17 (13) |
| 14                  | Natalia Kaliszek Maksym Spodyriev                  | Vlag van Polen               | 131.13 | 51.69 (15) | 079.44 (14) |
| 15                  | Carolina Moscheni Ádám Lukács                      | Vlag van Hongarije           | 127.43 | 51.44 (16) | 075.99 (16) |
| 16                  | Allison Reed (5) Vasili Rogov (4)                  | Vlag van Israël              | 125.38 | 49.74 (17) | 075.64 (17) |
| 17                  | Cortney Mansour Michal Češka                       | Vlag van Tsjechië            | 124.51 | 47.33 (19) | 077.18 (15) |
| 18                  | Barbora Silná (6) Juri Kurakin (4)                 | Vlag van Oostenrijk          | 124.46 | 49.27 (18) | 075.19 (18) |
| 19                  | Olesia Karmi (2) Max Lindholm (2)                  | Vlag van Finland             | 121.29 | 46.98 (20) | 074.31 (19) |
| -                   | Penny Coomes (6) Nicholas Buckland (6)             | Vlag van Verenigd Koninkrijk |        | 60.16 (10) | t.z.t.      |
| Finale niet bereikt |                                                    |                              |        |            |             |
| 21                  | Jennifer Urban Sevan Lerche                        | Vlag van Duitsland           |        | 43.07 (21) |             |
| 22                  | Celia Robledo Luis Fenero                          | Vlag van Spanje              |        | 42.89 (22) |             |
| 23                  | Misato Komatsubara Andrea Fabbri                   | Vlag van Italië              |        | 42.83 (23) |             |
| 24                  | Taylor Tran Saulius Ambrulevičius (5)              | Vlag van Litouwen            |        | 42.72 (24) |             |
| 25                  | Viktoria Kavaliova (2) Yurii Bieliaiev (2)         | Vlag van Wit-Rusland         |        | 42.40 (25) |             |
| 26                  | Olga Jakušina Andrej Nevski                        | Vlag van Letland             |        | 40.40 (26) |             |
| 27                  | Tatiana Kozmava Aleksandr Zolotarev                | Vlag van Georgië             |        | 40.20 (27) |             |
| 28                  | Cecile Postiaux Richard Postiaux                   | Vlag van België              |        | 37.37 (28) |             |
| 29                  | Katarina Paice Yuri Eremenko                       | Vlag van Zwitserland         |        | 30.32 (29) |             |
| -                   | Olivia Smart Joseph Buckland                       | Vlag van Verenigd Koninkrijk |        | t.z.t.     |             |

Medaillewinnaars

Mannen · 
Vrouwen ·
Paren · 
IJsdansen

Toernooi

1891 · 
1892 · 
1893 · 
1894 · 
1895 · 
1896-1897 · 
1898 · 
1899 · 
1900 · 
1901 · 
1902-1903 · 
1904 · 
1905 · 
1906 · 
1907 · 
1908 · 
1909 · 
1910 · 
1911 · 
1912 · 
1913 · 
1914 · 
1915-1921 · 
1922 · 
1923 · 
1924 · 
1925 · 
1926 · 
1927 · 
1928 · 
1929 · 
1930 · 
1931 · 
1932 · 
1933 · 
1934 · 
1935 · 
1936 · 
1937 · 
1938 · 
1939 ·
1940-1946 · 
1947 · 
1948 · 
1949 · 
1950 · 
1951 · 
1952 · 
1953 · 
1954 · 
1955 · 
1956 · 
1957 · 
1958 · 
1959 · 
1960 · 
1961 · 
1962 · 
1963 · 
1964 · 
1965 · 
1966 · 
1967 · 
1968 · 
1969 · 
1970 · 
1971 · 
1972 · 
1973 · 
1974 · 
1975 · 
1976 · 
1977 · 
1978 · 
1979 · 
1980 · 
1981 · 
1982 · 
1983 · 
1984 · 
1985 · 
1986 · 
1987 · 
1988 · 
1989 · 
1990 · 
1991 · 
1992 · 
1993 · 
1994 · 
1995 ·
1996 · 
1997 · 
1998 · 
1999 · 
2000 · 
2001 · 
2002 · 
2003 · 
2004 · 
2005 · 
2006 ·
2007 ·
2008 ·
2009 ·
2010 ·
2011 ·
2012 ·
2013 ·
2014 ·
2015 ·
2016 ·
2017 ·
2018 ·
2019 ·
2020 ·
2021 · 
2022 · 
2023 · 
2024 · 
2025

WK kunstschaatsen ·
WK kunstschaatsen junioren ·
Viercontinentenkampioenschap ·
Olympische Spelen